# Hongkongská kuchyně

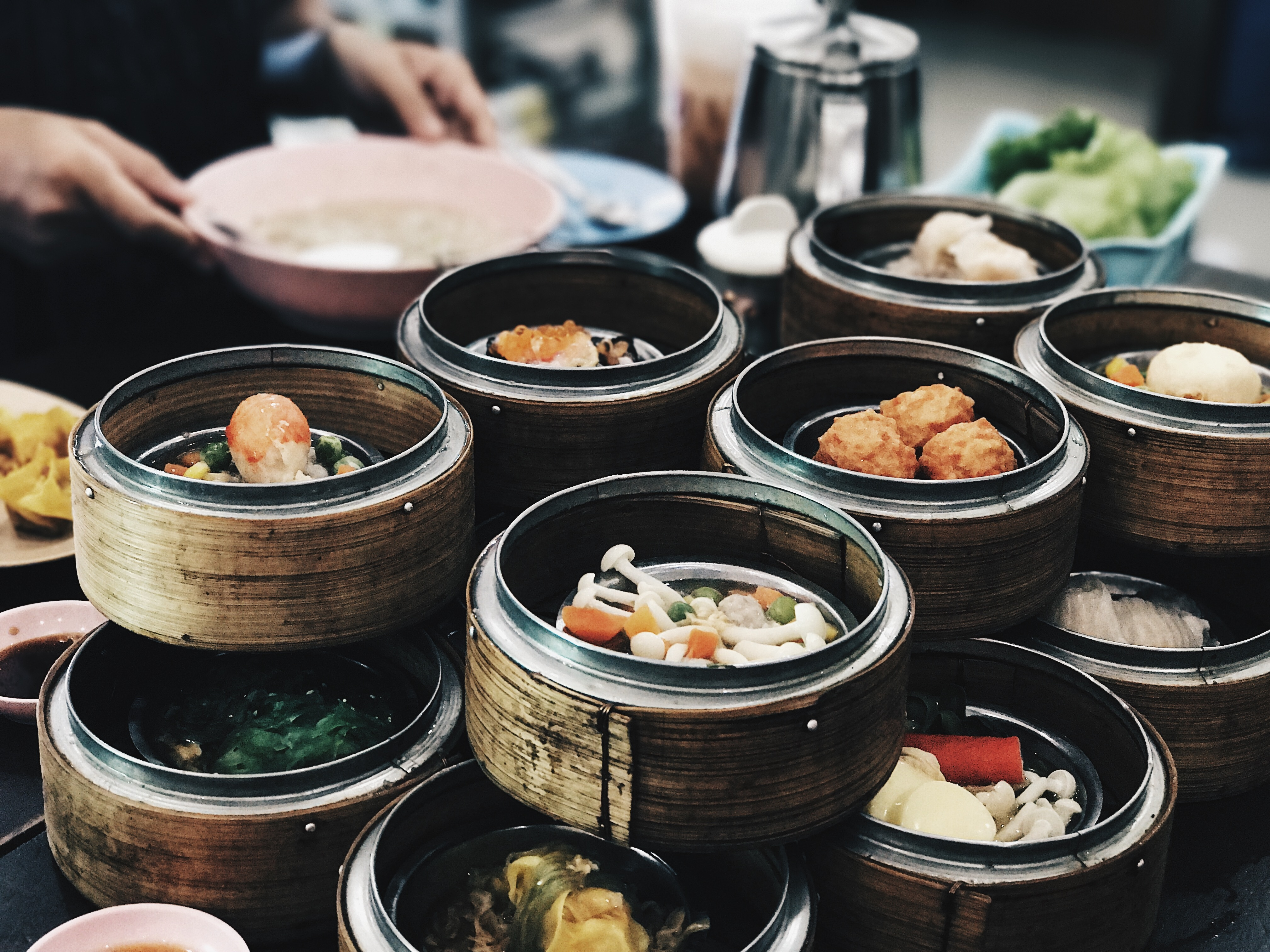
Dim sum

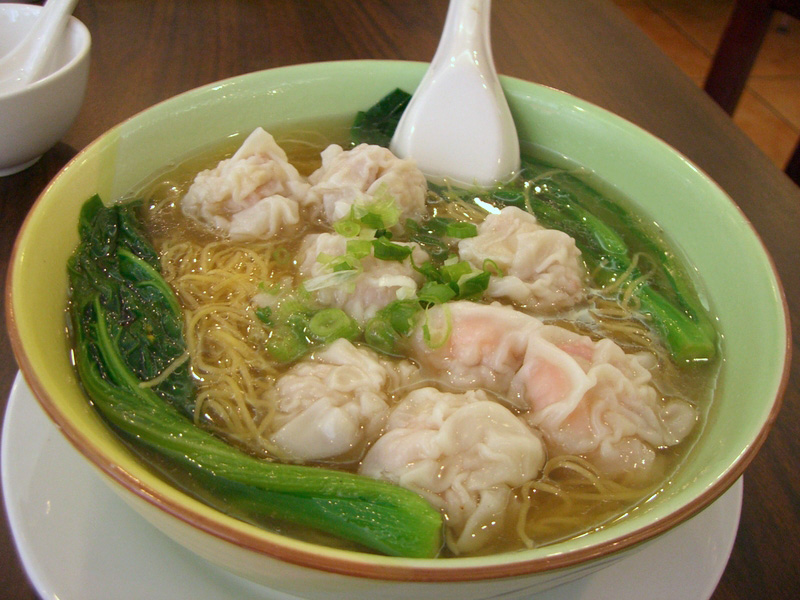
Polévka s wontony

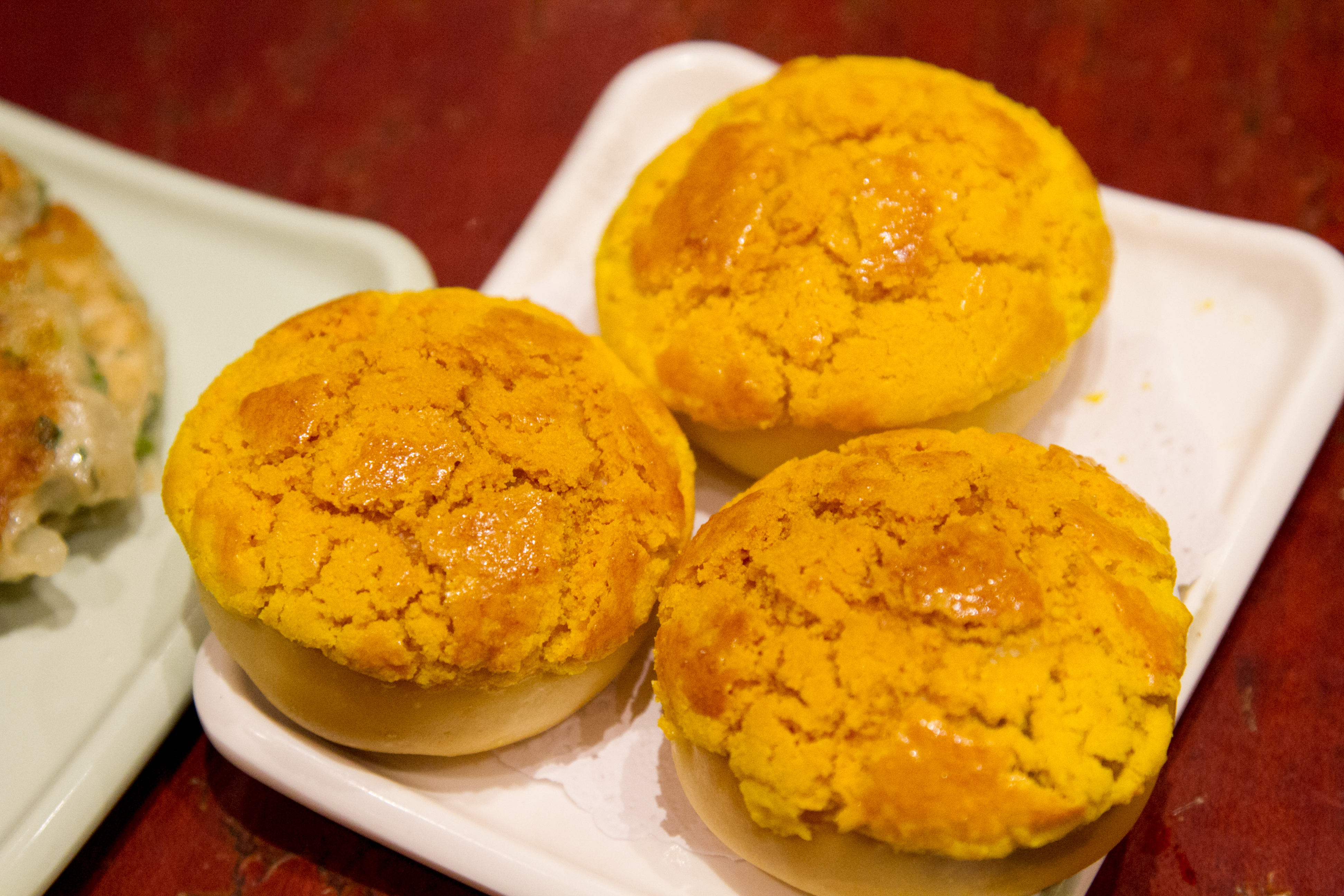
Ananasový chléb

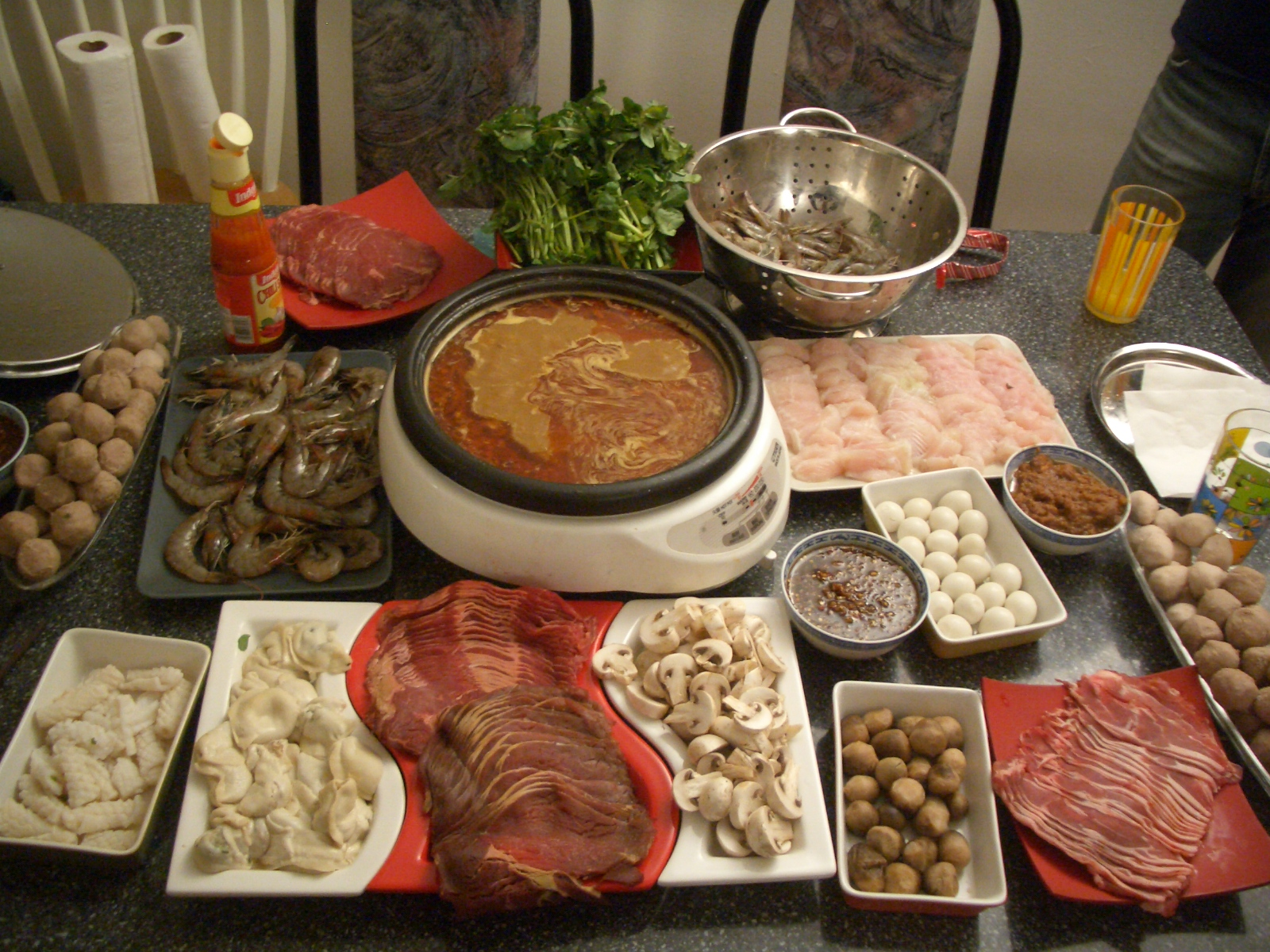
Hot pot

Hongkongská kuchyně (čínsky: 香港飲食) vychází z kantonské kuchyně (jihočínské), ale byla ovlivněna například i britskou kuchyní a mnoha dalšími asijskými kuchyněmi.

## Příklady hongkongských pokrmů
Příklady pokrmů typických pro Hongkong:
- Dim sum, asi nejtypičtější hongkongský pokrm. Jedná se o bambusové košíčky s porcemi různých kantonských pokrmů, nejčastěji knedlíčků
- Hot pot, vývar podávaný v restauraci, do kterého si každý zákazník může přidat různé ingredience
- Sladkokyselá omáčka
- Wonton, polévka s knedlíčky
- Opečená kachna
- Fritované koule, například kuřecí, rybí nebo masové
- Ananasový chléb, chléb, který svým povrchem připomíná povrch ananasu
- Pastel de nata, košíčky z těsta plněné žloutkovým krémem
- Nudlové a rýžové pokrmy
- Suši
- Polévka ze žraločích ploutví

## Příklady hongkongských nápojů
Příklady nápojů typických pro Hongkong:
- Čaj
- Mléčný čaj
- Různé pálenky a další alkoholické nápoje